# Thalictrum bykovii
Thalictrum bykovii är en ranunkelväxtart som beskrevs av Yu.A. Kotukhov. Thalictrum bykovii ingår i släktet rutor, och familjen ranunkelväxter. Inga underarter finns listade i Catalogue of Life.